# El adivino
El adivino (en francés: Le Devin) es el álbum número 19 de la serie de cómic francobelga Astérix el Galo. Con guion de René Goscinny y lápices de Albert Uderzo. Parte del argumento de este álbum fue usado en la película El golpe del menhir.

## Argumento
Asustados por una feroz tormenta, los galos, con la excepción de Panorámix, que se encuentra en su reunión anual de druidas, están acurrucados en la cabaña del jefe Abraracúrcix, cuando son visitados por un adivino, llamado Prólix, que predice que "cuando la tormenta haya pasado, el clima mejorará" y además predice una pelea (causada por la discusión habitual de los aldeanos sobre el exceso de madurez del pescado vendido por el pescadero Ordenalfabétix). Solo Astérix identifica correctamente al adivino como un charlatán .
A la partida de Prólix, la esposa del jefe, Karabella, lo conserva escondido cerca del pueblo, donde ella y los demás aldeanos lo interrogan a voluntad; prohibiendo sólo a Astérix y Obélix. Más tarde, Obélix elude a Karabella y, al encontrarse con Prólix, lo persigue hasta un árbol. Prólix lo distrae afirmando haber visto una visión de una mujer hermosa que ama a los guerreros que coinciden con la descripción de Obélix. Obélix regresa al pueblo y casi instantáneamente se enamora de la Sra. Edadepiédrix. Mientras tanto, Prólix es arrestado por un optio, quien lo lleva ante el centurión del campamento de Petibonum, Caius Noterajus, que decide utilizar las habilidades persuasivas del impostor contra los galos. Tras el descubrimiento de Karabella de Astérix cerca del campamento de Prólix, la consternación se extiende entre los aldeanos por la amenaza de un sacrilegio. A instancias de los romanos, Prólix regresa y afirma dramáticamente que pronto el aire del pueblo se contaminará con una maldición divina. Aterrorizados, la mayoría de los aldeanos huyen a una isla cercana para que la maldición se agote, mientras que Astérix, Obélix e Ideafix se quedan atrás.
Los romanos pronto llegan para reclamar el pueblo, mientras Astérix y Obélix se esconden en la maleza. Panorámix regresa de su conferencia y, al enterarse de la situación, vuelve la artimaña de Prólix contra él creando y esparciendo una mezcla de gases malolientes. Estos expulsan a los romanos, Prólix y el bardo Asurancetúrix que regresa a los otros galos de la isla para confirmar la profecía de Prólix. El adivino mismo está perplejo por esta confirmación, mientras que el centurión envía un mensaje a Julio César de que "toda la Galia está ocupada"; y con la esperanza de convertirse él mismo en dictador, hace que el adivino le cuente historias exageradas que disfrutan los emperadores de lujo. Ideafix, Astérix y Obélix se unen a los otros aldeanos de la isla, donde Panorámix revela que creó el aire maloliente que expulsó a los romanos; pero Karabella y las otras mujeres siguen convencidas de que Prólix era genuino, por haberlas halagado en predicciones anteriores. Astérix, por lo tanto, decide tomar al adivino por sorpresa y así demostrar que es falible.
Con este fin, los hombres y mujeres galos atacan juntos el campamento romano; y cuando el centurión Noterajus exige saber por qué Prólix no le advirtió de esto, este último admite su ignorancia. Convencido del fraude del adivino, Karabella lo golpea a él y a Noterajus. Al regresar al pueblo, los galos se encuentran con Claudius Blocus, un enviado de Julio César, que venía a confirmar la afirmación de Caius Noterajus de que la aldea está ocupada y lo expulsan. En el campamento romano, Blocus degrada a Noterajus de centurión a soldado común, a quien Optio (de quien solía estar a cargo) ordena que limpie el campamento solo. Prólix es expulsado del campamento, jura renunciar a la adivinación y una tormenta lo ahuyenta. El pueblo galo pronto está en paz, con la excepción de Asurancetúrix, que todavía sueña con ser un cantante famoso.

## Trivialidades
- Con un tema más adulto que comenzó con La cizaña, la historia gira en torno a las supersticiones de la gente de la época (galos y romanos por igual) y de la actualidad, y parodia la credulidad general de la humanidad.
- La historia incluye (página 9) una ilustración del panteón de dioses romano y galo. En esa ilustración, Albert Uderzo incluye un dibujo de su propia casa de campo, y la fantástica predicción del futuro de un adivino se ilustra con una fotografía de La Défense, el moderno distrito de rascacielos en las afueras de París.
- La escena al pie de la página 10, donde Prólix corta un pescado y los demás lo observan, es una referencia al cuadro de Rembrandt Lección de anatomía del Dr. Nicolaes Tulp.
- Ordenalfabétix, aunque se muestra descalzo en la serie, se puede ver en la portada con el calzado marrón que usan los otros aldeanos. Estos también se ven en la página 5, durante el comienzo de la escena de la tormenta, pero se muestran descalzos en el resto del libro.
- En la página 9, un augur le dice a César que "...¡Y mientras Brutus esté cerca de ti, oh, César, nada tienes que temer!", en referencia precisamente a todo lo contrario ya que Brutus supuestamente fue uno de los asesinos de César.

## Adaptaciones
En 1989, se adaptó con pequeños cambios en su guion en la película El golpe del menhir. 
Parte de la trama también se usó en la primera película de acción en vivo de Astérix, Astérix y Obélix contra César.
- Datos: Q1196871